# ماثيو كيمب
ماثيو كيمب (بالإنجليزية: Matthew Kemp)‏ (و. 1980  م) هو لاعب كرة قدم، من أستراليا، ولد في كانبرا، يلعب كظهير (كرة القدم).

## روابط خارجية
- ماثيو كيمب على موقع قاعدة بيانات كرة القدم.إي يو (الإنجليزية)
- ماثيو كيمب على موقع ناشيونال فوتبول تيمز (الإنجليزية)
- ماثيو كيمب على موقع عالم كرة القدم.نت (الإنجليزية)